# Pleurothallis deltoglossa
Pleurothallis deltoglossa är en orkidéart som beskrevs av Célestin Alfred Cogniaux. Pleurothallis deltoglossa ingår i släktet Pleurothallis och familjen orkidéer. Inga underarter finns listade i Catalogue of Life.